# Таварес, Джон
Джон Тава́рес (англ. John Tavares; 20 сентября 1990, Миссиссога, Онтарио, Канада) — профессиональный канадский хоккеист, центральный нападающий и капитан клуба НХЛ «Торонто Мейпл Лифс». В период с 2009 по 2018 год играл за «Нью-Йорк Айлендерс», с 9 сентября 2013 года был капитаном команды. 6 раз выбирался для участия в матчах всех звёзд НХЛ (2012, 2015, 2016, 2017, 2018, 2019). На период локаута в НХЛ в сезоне 2012/2013 присоединился к швейцарскому клубу «Берн». Олимпийский чемпион 2014 года.

## Карьера

### Клубная
На драфте НХЛ 2009 года «Нью-Йорк Айлендерс» выбрали Тавареса под общим первым номером. 15 июля 2009 года Таварес подписал 3-летний контракт с «Айлендерс». 3 октября 2009 года дебютировал в НХЛ, в матче против «Пингвинз» забросил шайбу в ворота Марка-Андре Флёри и сделал передачу. В первом сезоне набрал 54 очка (24+30) в 82 матчах.
23 октября 2010 года сделал первый хет-трик в НХЛ в матче против «Флориды» (3:4).
После 9 сезонов в «Айлендерс» 1 июля 2018 года Таварес стал свободным агентом. За эти сезоны «Айлендерс» лишь трижды играли в плей-офф и только один раз сумели пройти далее первого раунда. Сразу несколько клубов были заинтересованы в подписании Тавареса. В тот же день, 1 июля, стало известно, что 27-летний Таварес подписал 7-летний контракт на 77 млн долларов США с «Торонто Мейпл Лифс». При этом Таварес отклонил предложение «Сан-Хосе Шаркс», которые предлагали 91 млн долларов за те же 7 сезонов.
В первом же сезоне в «Торонто» забросил рекордные для себя 47 шайб в регулярном сезоне и набрал 88 очков. 25 марта 2019 года впервые в карьере в НХЛ забросил 4 шайбы за матч в матче против «Флориды» (7:4).
5 апреля 2021 года набрал своё 800-е очко в НХЛ.
29 января 2023 года сыграл свой 1000-й матч в регулярных сезонах НХЛ.
В сезоне 2022/23 набрал 80 очков (36+44) в 80 матчах. Таварес пятый раз в карьере набрал не менее 80 очков за сезон и шестой раз забросил более 30 шайб. 20 апреля 2023 года впервые сделал хет-трик в матче плей-офф НХЛ, забросив по шайбе в каждом периоде игры против «Тампы-Бэй» (7:2). В регулярных сезонах Таварес сделал к этому моменту 11 хет-триков.
11 декабря 2023 года в игре против «Айлендерс» (3:4 ОТ) набрал своё 1000-е очко (435+565) в регулярных сезонах НХЛ, проведя 1054 матча. Таварес стал 98-м игроком в истории, достигшим этой отметки. Таварес стал вторым после Стивена Стэмкоса игроком, родившимся в 1990-е годы, набравшим 1000 очков. 20 марта 2024 года забросил свою 450-ю шайбу в НХЛ. Всего в сезоне 2023/24 набрал 65 очков (29+36) в 80 матчах. В плей-офф в 7 матчах набрал 2 очка (1+1).
28 октября 2024 года сделал хет-трик в ворота «Виннипег Джетс» (6:4). Это был 13-й хет-трик в НХЛ в карьере Тавареса. 15 декабря 2024 года отметился хет-триком в ворота «Баффало Сейбрз» (5:3), при чём забросил три последние шайбы в матче, где «Торонто» уступал 1:3.

### Международная
В составе канадской сборной выиграл золотые медали молодёжных чемпионатов мира в 2008 и 2009 годах. Был признан самым ценным игроком молодёжного чемпионата 2009 года с 8 голами и 15 очками в шести играх. Он также принимал участие в юношеском чемпионате мира 2006, но медалей Канада не завоевала. Во взрослом чемпионате мира участвовал трижды (2010, 2011, 2012). Олимпийский чемпион 2014 года.

## Стиль игры
Стиль игры Тавареса стали сравнивать со стилем таких игроков, как Майк Босси, Горди Хоу, Уэйн Гретцки сразу после того, как он в 16 лет побил рекорд забитых голов в ОХЛ. Отличный снайпер, Таварес часто получает похвалу тренеров за своё умение предвидеть игру, с тех пор как он стал играть в ОХЛ. Нехватка скорости — недостаток, над исправлением которого он работал всю свою юниорскую карьеру.
Таварес — лидер на льду и игрок, который ведёт за собой команду. Команда «Oshawa Generals» сделала Тавареса своим капитаном в 2008 году, а в молодёжной сборной Таварес был альтернативным капитаном.

## Награды и достижения
| Приз                       | Год  |
| -------------------------- | ---- |
| Джек Фергюсон Эворд        | 2005 |
| Эммс Фэмили Эворд          | 2006 |
| Лучший новичок года CHL    | 2006 |
| Ред Тилсон Трофи           | 2007 |
| Лучший игрок года CHL      | 2007 |
| Эдди Пауэрс Мемориал Трофи | 2009 |
| Лучший драфт-проспект CHL  | 2009 |

| Приз                                                       | Год        |
| ---------------------------------------------------------- | ---------- |
| Чемпион мира среди молодёжных команд                       | 2008, 2009 |
| MVP чемпионата мира среди молодёжных команд                | 2009       |
| Лучший нападающий чемпионата мира среди молодёжных команд  | 2009       |
| Сборная всех звёзд чемпионата мира среди молодёжных команд | 2009       |
| Лучший снайпер чемпионата мира                             | 2010       |
| Олимпийский чемпион                                        | 2014       |
| Обладатель Кубка мира                                      | 2016       |

## Статистика
| Легенда | Легенда                    | Легенда | Легенда                   | Легенда | Легенда    |
| ------- | -------------------------- | ------- | ------------------------- | ------- | ---------- |
| И       | Количество проведённых игр | Штр     | Штрафное время            | +/−     | Плюс-минус |
| Г       | Голы                       | П       | Голевые передачи          | О       | Очки       |
| -       | Статистика неизвестна      | —       | Статистика не учитывалась |         |            |